# 聖マタイと天使
『聖マタイと天使』（せいマタイとてんし、仏: Saint Matthieu et l'Ange、英: St. Matthew and the Angel）は、17世紀オランダ黄金時代の巨匠レンブラント・ファン・レインが1661年頃、キャンバス上に油彩で制作した絵画である。『新約聖書』の「マタイによる福音書」を著した福音書記者の1人である聖マタイを描いている。作品は、かつてルイ14世の建築総監で、熱烈なオランダ絵画愛好家であったダンジヴィレ伯爵が所蔵していたが、伯爵がフランス革命中に亡命した際、押収された。作品は現在、パリのルーヴル美術館に所蔵されている。

## 作品
描かれているのは、福音書を執筆中の聖マタイである。マタイのアトリビュートである天使が彼の耳元で神の言葉をささやき、彼はその言葉に耳を傾けている。この天使は、マタイの想念の中にのみ存在する幻影である。聖マタイと天使の主題は長い伝統を持っているが、この絵画におけるほど神と人間の距離が狭められた例はない。長く美しい金髪の天使は、レンブラントの息子ティトゥスであると考えられている。
マタイは、太い眉に皺だらけの顔、灰色の顎鬚をたくわえた老人として描かれ、その風貌はほとんど肖像のようである。レンブラントが解剖学的正確さで再現した両手には、この上なく堂々たる存在感が備わっている。若々しい天使の容貌と対比すると、マタイの顔や手はなお一層深い皺が刻まれているように見える。マタイは、画家晩年の自画像ということもありうる。
この絵画は、1914年、研究者ホフステーデ・デ・フロートにより以下のように記述されている。
173番。福音書記者聖マタイ。彼は、開いた本のあるテーブルの後ろに座って、思慮深く遠くを見つめている。4分の3右向きで、彩色された帽子を被っている。左手は、手入れされていない、もじゃもじゃした顎鬚に触れている。ペンを持っている右手は、本の上に置かれている。ゆったりとした栗茶色の衣服を身に着けている。左側後方にいる、豊かな巻き髪のある天使が右手を福音書記者の右肩に置き、話しかけている。半身像、等身大。中央右寄りに「Rembrandt f. 1661」の署名あり。キャンバス、縦38インチ、横32インチ。
レンブラントは、本作より早い時期に描かれたフランス・ハルスの作品から、手助けしている天使を配置することにおいて影響を受けている。

## ギャラリー

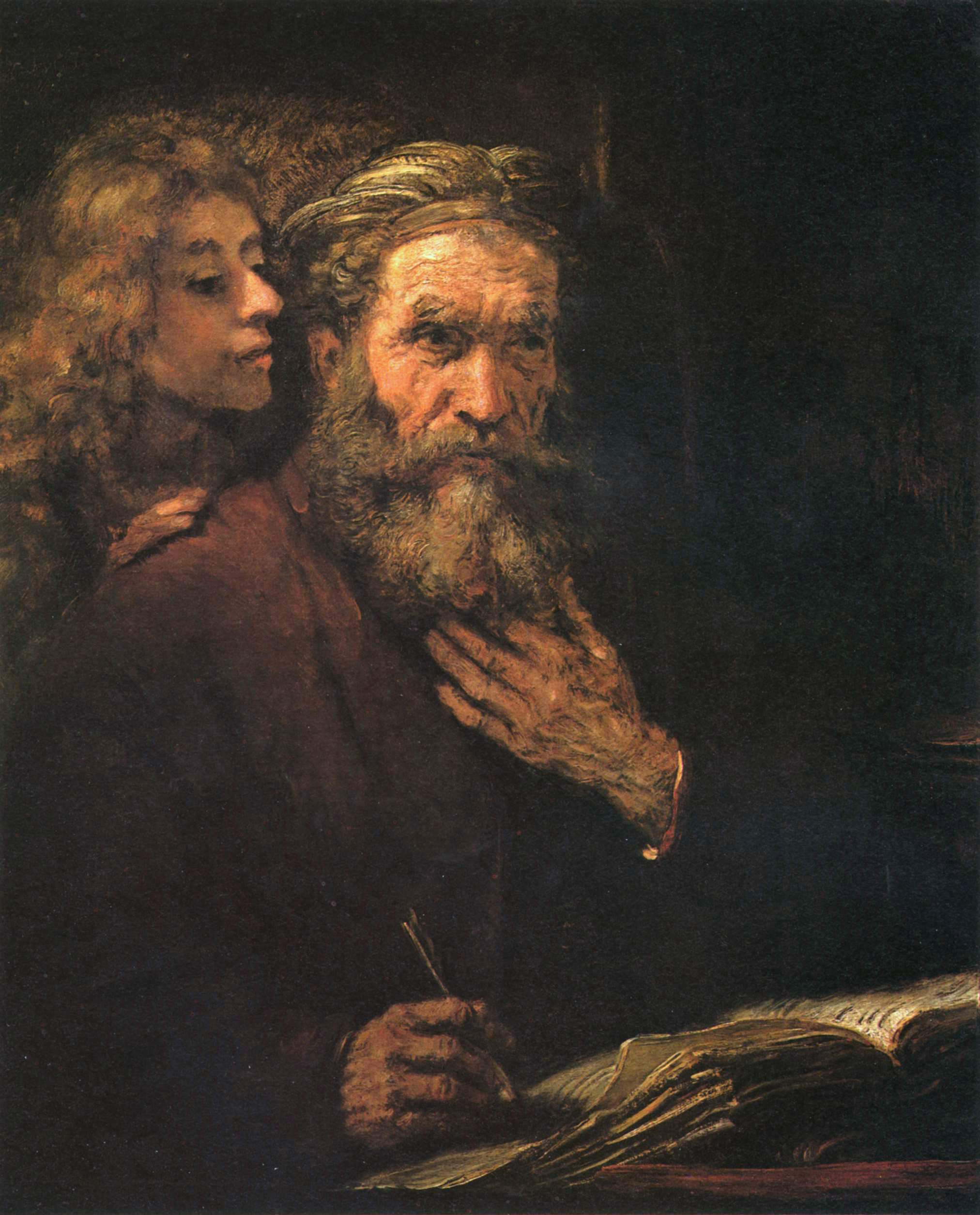
レンブラント『聖マタイと天使』 (1661年）
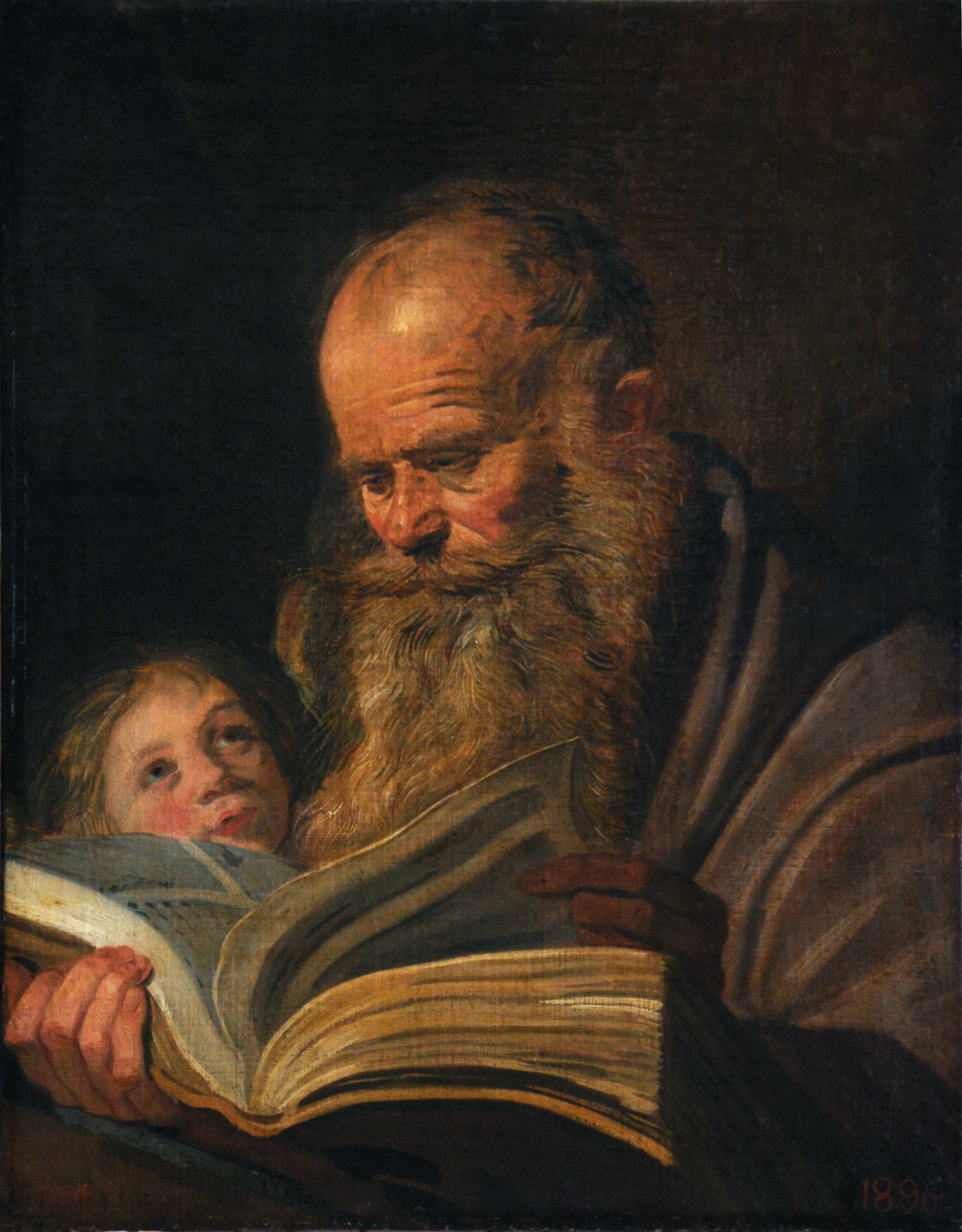
フランス・ハルス『聖マタイ』 (1625年)